# Johan Stiernhöök
Johan Stiernhöök, född Johan Olofsson Dalkarl (även Johannes Olai Dalecarlus) den 27 februari 1596 i Rättviks socken, död 25 juli 1675 i Stockholm, var en svensk jurist som har kallats "den svenska juridikens fader". Adlad år 1649.

## Biografi

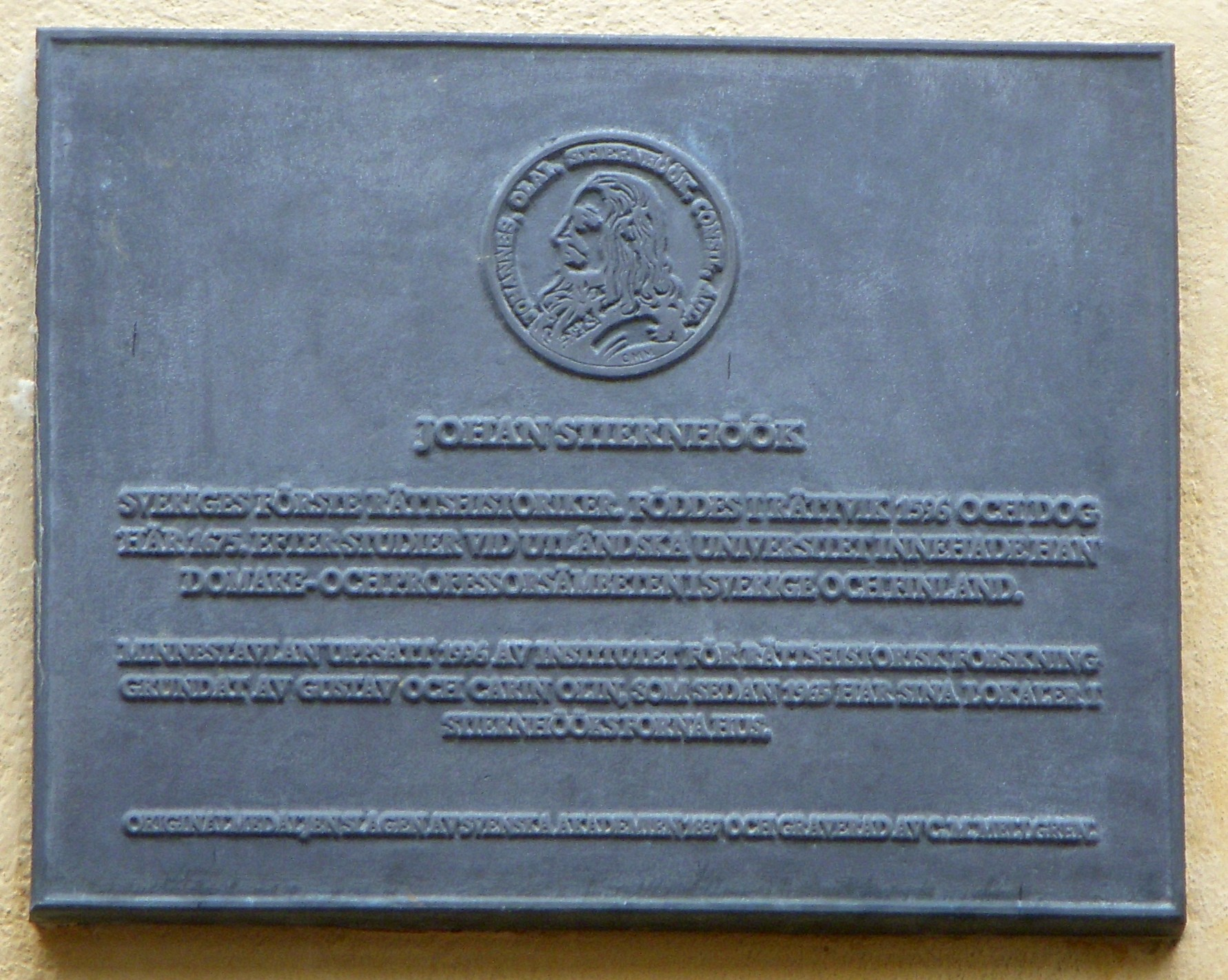
Minnestavla över Johan Stiernhöök på en fastighet vid Trädgårdsgatan i Gamla stan.

Johan Stiernhöök var son till kaplanen i Rättvik, senare kyrkoherden i Bro, Västmanland, Olaus Petri Dalecarlus (död 1616) som undertecknade beslutet från Uppsala möte och var bror till pastor primarius, och Margareta Hansdotter och antog namnet Johannes Olai Dalecarlus; hans syster Sara var mor till rikshistoriografen Johan Widekindi och brodern Petrus Olai Dalekarlus domprost i Västerås och riksdagsman. Johan Stiernhöök studerade 1607–1616 vid Västerås skola. Sedan han mist sina föräldrar, hade han inte råd att fortsätta, och blev i stället informator hos kyrkoherden i Arboga, samtidigt som han 1617–1619 var kollega vid Arboga skola. Efter att ha ådragit sig den nyutnämnde biskopen Johannes Rudbeckius’ uppmärksamhet, erhöll han 1619 genom dennes försorg medel att studera vid Uppsala universitet. På biskopens förord fick han dessutom samma år ett stipendium och fri resa med Axel Oxenstierna till Tyskland, där han studerade vid universiteten i 
Leipzig, Jena, Wittenberg och Rostock. 
Återkommen till Stockholm 1624, kallades han att för kungen redogöra för de politiska förhållandena i Tyskland och Danmark och tyckes ha gjort detta till Gustav II Adolfs belåtenhet, då han samma år utnämndes till politices et juris lector vid det nya gymnasiet i Västerås. 1625 promoverades han i Uppsala till filosofie magister. Sin befattning lämnade han snart för att 1626, troligen med kungligt understöd, företa en andra utrikes resa. Han hade två stora säckar med pengar som han sålde. Sedan han någon tid vistats i Rostock, sökte han med ett holländskt fartyg komma över till England, men blev jämte sina reskamrater tillfångatagen av fientliga spanska kryssare. Stiernhöök lyckades dock vinna beskydd av en lärd jesuit och fick med dennes bistånd pass till Frankrike. Därifrån begav han sig till universiteten i Leiden och Franeker samt anlände senare till England, där han besökte Oxford och Cambridge. 
Efter sin återkomst till Sverige 1628 utnämndes han till "professor" i statsvetenskap och svensk lagfarenhet i Västerås, en befattning som endast tyckes ha varit tillfälligt inrättad för honom, samt blev 1630 kallad till referendarie i Kunglig Majestäts kansli, eller föredragande av utrikes ärenden. Då han av motvilja mot hovlivet och kärlek till sitt vetenskapliga arbete avböjde sistnämnda utmärkelse, fick han uttrycklig befallning att i stället tillträda ett assessorsämbete i Åbo hovrätt. I tio år arbetade han där i den praktiska lagfarenhetens tjänst, samtidigt bestridande lagmanssysslan i norra Finland. Vid Åbo universitets instiftelse 1640 utnämndes han emellertid till professor i lagfarenhet och förflyttades 1642 som ledamot av lagkommissionen till Stockholm. 
1646 erhöll han Örbyhus domsaga och förordnades 1647 till revisionssekreterare i justitiemål, eller föredragande inför regeringen. 1649 adlades han med namnet Stiernhöök. Hovråd sedan 1666, fortfor han att, fastän blind, med sin sons biträde, sköta sina åligganden.
1837 lät Svenska akademien prägla en minnespenning över honom. Ett monument, ett nära fyra meter högt granitblock med Stiernhööks medaljongporträtt i brons, restes på 300-årsdagen av hans födelse 1896 på den så kallade Stiernhöökskullen (Hökberget) i Rättvik.
Han var från 1631 gift med Karin Appelbom. De fick 13 barn.
Han är begravd i Storkyrkan i Stockholm.

## Juridiska verk
Fastän upptagen av sin viktiga ämbetsverksamhet ägnade Stiernhöök sig även med kraft åt rättsväsendets förbättring. 1653 års straffordning är utarbetad av honom, och i det kollegium som skulle bereda en ny kyrkolag, var han en lika verksam som till sin religiösa ståndpunkt självständig ledamot. Han översåg därjämte flera lagförslag och lämnade i sin kraftfulla, efter de gamla lagarna bildade stil ett mönster för kommande lagarbeten. 
Sitt egentliga rykte och sitt namn som "svenska lagfarenhetens fader" vann han dock genom verket De jure sveonum et gothorum vetusto (1672), i vilket han ger en skildring av rättstillståndet i Sverige från äldsta tider, och bortrensar en mängd av de fabler som man dittills utsmyckat Sveriges fornålder. Hans övriga skrifter utgöras av orationer, disputationer med mera.